# Dis (Jan Garbarek)
Dis is een studioalbum van Jan Garbarek. Het album is opgenomen met een andere ECM-muzikant, de gitarist Ralph Towner. Het betekende een verregaande verwijdering van de freejazzstijl waarmee Garbarek ooit begon. Het album is opgenomen in de Talent Studio van/met geluidstechnicus Jan Erik Kongshaug.

## Musici
- Jan Garbarek – tenorsaxofoon, sopraansaxofoon, fluit
- Ralph Towner – akoestische gitaar, aeolusharp (track 1, 3, 6)
- Den Norske Messingsekstett (Noors kopersextet) (track 4)

## Muziek
Alle muziek van Garbarek

| Nr. | Titel    | Duur  |
| --- | -------- | ----- |
| 1.  | Vendrere | 13:37 |
| 2.  | Krusning | 5:36  |
| 3.  | Viddene  | 5:36  |
| 4.  | Skygger  | 10:06 |
| 5.  | Yr       | 5:55  |
| 6.  | Dis      | 7:52  |